# Юдит Лансская
Юдит Лансская (фр. Judith de Lens; 1054/1055 — после 1086) — племянница Вильгельма Завоевателя, супруга графа Нортумбрии Вальтеофа и мать королевы Шотландии Матильды Хантингдонской.

## Биография
Юдит была единственной дочерью Ламберта II, графа Ланса, и Аделаиды Нормандской, сестры Вильгельма Завоевателя, герцога Нормандии и короля Англии. В 1070 году Юдит была выдана замуж за Вальтеофа, графа Нортумбрии и Хантингдона, последнего представителя крупной англосаксонской аристократии, сохранившего власть и влияние после нормандского завоевания Англии. Однако в 1075 году Вальтеоф присоединился к мятежу трёх графов и был казнён. Юдита не поддержала восстание своего супруга и осталась верна королю Вильгельму.
После казни Вальтеофа Юдит сохранила за собой значительные земельные владения, находившиеся в десяти английских графствах, прежде всего в Средней и Восточной Англии, в частности Эрлс-Бартон, Грейт-Доддингтон и Грендон в Нортгемптоншире и Поттон в Бедфордшире. В начале правления Вильгельма II Юдиту попытались выдать замуж за приближённого короля Симона I де Санлиса, однако Юдита отказалась и покинула Англию. Это вызвало гнев Вильгельма II, который отдал приказ о конфискации её владений.
Позднее Симону де Санлису удалось жениться на дочери Юдит и Вальтеофа Матильде Хантингдонской, что принесло ему обширные земли и титул графа Нортгемптона.

## Брак и дети
От брака с Вальтеофом (казн. 1076), графом Нортумбрии и Хантингдона, Юдит имела, по крайней мере, двух дочерей:
- Матильда Хантингдонская (1074—1130), графиня Хантингдон, замужем первым браком (1090) за Симоном I де Санлис (ум. ок. 1110), графом Нортгемптон; вторым браком (1113) за Давидом I (ум. 1053), королём Шотландии. От второго брака Матильды ведут своё происхождение все последующие короли Шотландии и Великобритании.
- Аделиза Хантингдонская (1076—1126), замужем (1103) за Раулем IV де Тосни (ум. 1126), сеньором де Тосни и де Конш (Нормандия) и де Клиффорд (Херефордшир).

## Образ в культуре
Юдит (Джудит) и члены её семьи являются главными действующими лицами исторических романов современной британской писательницы Элизабет Чедвик: «Зимняя мантия» (2002, англ. The Winter Mantle) (опубликован на русском языке в 2005 г.) и «The Falcons of Montabard» (2002, пока не опубликован на русском языке).